# Palumbina chelophora
Palumbina chelophora är en fjärilsart som beskrevs av Edward Meyrick 1918. Palumbina chelophora ingår i släktet Palumbina och familjen stävmalar. Inga underarter finns listade i Catalogue of Life.